# Prime (rémunération)
Pour les articles homonymes, voir prime.
 (juin 2023).
Si vous disposez d'ouvrages ou d'articles de référence ou si vous connaissez des sites web de qualité traitant du thème abordé ici, merci de compléter l'article en donnant les références utiles à sa vérifiabilité et en les liant à la section « Notes et références ».
Une prime est une somme versée à un salarié, mais distincte de son salaire habituel. Elle présente donc un caractère relativement exceptionnel, même si sa périodicité peut être annuelle voire mensuelle. Elle vient donc en supplément du salaire habituel et a souvent pour objet de récompenser le salarié pour avoir accompli une performance jugée satisfaisante (prime au mérite, prime d'assiduité ou de ponctualité) ou pour compenser une difficulté particulière des fonctions dévolues à ce salarié (prime de risque ou prime de sujétions particulières). Elle peut aussi constituer simplement une rémunération exceptionnelle (prime de fin d'année ou « treizième mois »). Elle peut également être octroyée aux personnes qui bénéficient des aides de l'État (prime de rentrée, prime de Noël).

## Liste de primes
- Prime de nuit, versée pour un travail de nuit.
- Prime de panier, participation aux frais de repas de l'employé.
- Prime de risque, versée pour un travail dangereux.
- Prime de départ (aussi appelée parachute doré ou indemnité de départ).
- Prime de bienvenue (golden hello).
- Prime de fonctions et de résultats.
- Prime de précarité.
- Prime rétro-octroyable.
- Prime de célérité.
- Prime de départ.
- Prime de fin d’année.
- Prime d'intéressement.

## Bonus dans le secteur financier
Pour 2010, les institutions financières américaines (banques, fonds d'investissements, maisons de courtages, sociétés de services financiers) s'apprêtent à verser un montant record de 144 milliards de dollars (104 milliards d'euros) de rémunérations variables, incluant bonus, primes et stock-options. Il dépasse de 4 % le montant versé pour l'année 2009. L'administration américaine a rendu publique en juin 2010 sa directive destinée à guider les banques dans leur politique de primes et de bonus. Assez générale, elle ne comporte aucune obligation de limiter la rémunération des employés du secteur bancaire. 

## Calcul de la prime du treizième mois en France

### Textes de base
Le mode de calcul de la prime est celui prévu lors de son instauration : à défaut de précisions contraires, tous les éléments de rémunération sont pris en compte, à l'exclusion des remboursements de frais.

### Rémunération variable
En partie au fixe et en partie au variable, la prime de fin d'année doit tenir compte de la partie variable

### Temps de travail effectif
Si la convention est muette sur le sort de certaines absences, la jurisprudence admet un abattement proportionnel à l'absence (cass. soc. 18 décembre 1984, n° 3910). Pour l'application des conventions collectives, deux dispositions sont à surveiller : celles qui régissent le treizième mois, et celles qui assimilent certaines absences à du travail effectif. Sauf dispositions précises dans la convention, les indemnités maladie versées par l'employeur peuvent échapper à la base de calcul du 13e mois.
En revanche, si l'accord prévoit un 13e mois calculé sur le salaire de base, le complément maladie n'est pas déduit.

### Changement de mode de calcul
La modification du mode de calcul de la prime de fin d'année ne peut avoir d'effet rétroactif sur le calcul de la prime des années antérieures.
Exemple :  La dénonciation de l'usage fixant le calcul de la prime de fin d'année en février n'a pas d'influence sur le calcul de la prime versée en décembre de l'année écoulée.

### Condition de présence postérieure à la date de versement
Si un employeur peut assortir le versement d'une prime de fin d'année à des conditions particulières, celles-ci ne doivent pas porter atteinte à la liberté du travail. Il est par exemple impossible de lier une prime de fin d'année versée en décembre à une condition de présence du salarié dans l'entreprise le 30 juin de l'année suivante. Si, en cas de démission le 31 janvier suivant le versement, l'employeur retire le montant de la prime sur le solde de tout compte, il y a une sanction pécuniaire illicite et une atteinte à la liberté du travail.

### Droit au prorata
Le droit au 13e mois prorata temporis ne se présume pas, il doit être prévu par un accord ou un usage. À défaut, rien n'est dû au salarié. De même, un paiement fractionné du 13e mois (première moitié en juin, deuxième moitié en décembre) n'implique pas le droit au 13e mois au prorata.
Si le contrat de travail prévoit un salaire annuel égal à 13 fois le salaire mensuel, le 13e mois est acquis prorata temporis.
Si le montant annuel est inscrit au contrat de travail (par exemple 20 000 € annuels), 13e mois compris, celui-ci fait partie intégrante du salaire. Il est donc dû au prorata du temps de présence. En cas de dénonciation d'usage ou de modification de la convention collective, le 13e mois apparaissant au contrat de travail reste dû.

### Régime social
Les primes de fin d'année sont soumises à toutes les cotisations sociales et à l'impôt sur le revenu. Elles doivent figurer sur le bulletin de salaire. Une prime de fin d'année versée lors d'une absence non rémunérée donnant lieu à neutralisation du plafond ne fait en principe pas obstacle à cette neutralisation du plafond.

### Incidences
Les incidences de la prime de fin d'année varient selon le calcul de paye concerné. Vérification du SMIC Le SMIC s'apprécie selon la périodicité des payes, c'est-à-dire en général mensuellement. Pour apprécier si le SMIC est respecté, le 13e mois n'est pris en compte que le mois de son versement, sans compensation possible avec les autres mois. L'employeur ne peut fractionner le 13e mois dans le seul but d'échapper à l'obligation de respecter le SMIC .

### Vérification du minimum conventionnel
Ce sont les termes de la convention collective qui fixent les éléments de rémunération à comparer à la grille de salaire. L'accord collectif (métallurgie par exemple) peut prévoir qu'il est tenu compte de l'ensemble des éléments du salaire brut, quelles qu'en soient la nature et la périodicité, le 13e mois entre alors dans la base de comparaison annuelle, avec compensation entre les mois de l'année.
En revanche, lorsque la convention ne prévoit pas expressément cette possibilité, le treizième mois n'est pris en compte que pour le mois de versement.

### Indemnité de congés payés
La prime de fin d'année est exclue du calcul de l'indemnité de congés si elle couvre à la fois les périodes de travail et les périodes de congés.

### Indemnités de rupture
La prime de fin d'année doit être prise en compte dans le calcul des indemnités de rupture au prorata de la période couverte par la prime.
Exemple : dans le calcul du salaire mensuel servant de base à l'indemnité de licenciement, l'employeur doit ajouter 1/12 de la prime de fin d'année.